# Akademisches Sinfonieorchester der Nationalphilharmonie Lwiw
Das Akademische Sinfonieorchester der Nationalphilharmonie Lwiw (ukrainisch Академічний симфонічний оркестр львівської національної філармонії, Transkription Akademitschnyj symfonitschnyj orkestr lwiwskoji nazionalnoji filarmoniji, wiss. Transliteration Akademičnyj symfoničnyj orkestr lʹvivsʹkoï nacionalʹnoï filarmoniï; englisch Lviv National Philharmonic Orchestra of Ukraine) ist ein 1902 gegründetes ukrainisches Sinfonieorchester, das in der Philharmonie Lwiw beheimatet ist.

## Vorläufer
Vorläufer des Orchesters entstanden ab Ende des 18. Jahrhunderts. 1796 gründete der Dirigent, Komponist und Geiger Joseph Elsner mit Musikfreunden im damals galizischen Lemberg eine erste Philharmonische Gesellschaft unter dem polnischen Namen Akademia Muzyczna, die Konzerte veranstaltete. Den Aufbau eines Lemberger Opernorchesters betrieb dann der  Violinvirtuose Karol Lipiński, der 1799 Konzertmeister und 1811 Dirigent dieser Formation wurde. Zu den Trägern des Lemberger Musiklebens gehörte auch die St.-Caecilia-Gesellschaft, gegründet 1826 vom jüngsten Mozart-Sohn Franz Xaver Wolfgang Mozart, dem Lemberger Mozart, der rund 30 Jahre in der Stadt wirkte. Hinzu kam der Verein der Musikfreunde, der ab 1834 Konzerte organisierte und sich in der Folge Verein zur Förderung der Musik in Galizien und  Galizischer Musikverein nannte. Daraus entwickelte sich ein Liebhaberorchester unter der künstlerischen Leitung von Johann Ruckgaber.
1858 übernahm der Pianist und Leiter des kurz zuvor gegründeten Lemberger Konservatoriums Karol Mikuli, der bei Frédéric Chopin studiert hatte, die Leitung des Orchesters und dirigierte es rund 30 Jahre lang. Am Ende des 19. Jahrhunderts gab es in Lemberg mehrere Orchester, u. a. am deutschen und polnischen  Theater in Lemberg und am ukrainischen Theater Ruska Besida, außerdem die ständigen Sinfonieorchester der verschiedenen Musikvereine. Lemberg galt als Musikmetropole, hier gastierten europaweit bekannte Virtuosen und Musiker wie Franz Liszt, Henri Vieuxtemps, Joseph Joachim, Henryk Wieniawski, Carl Tausig, Artur Rubinstein und Hans von Bülow. Einen weiteren Schub erhielt das Musikleben durch die 1900 eröffnete Nationaloper Lwiw.

## Geschichte des Orchesters

### Gründungsphase
Das Akademische Sinfonieorchester der Nationalphilharmonie Lwiw gab sein Gründungskonzert am 27. September 1902 unter Leitung des Dirigenten Ludvík Vítězslav Čelanský im Skarbko-Theater, heute bekannt als ukrainisches Sankowezka-Theater. Zu den Dirigenten der Gründerzeit gehörten außerdem Henryk Jarecki und Henryk Melcer-Szczawiński. In der ersten Spielzeit gab das Orchester 115 Konzerte vor insgesamt mehr als 115.000 Zuhörern. Das Repertoire umfasste sinfonische Werke von Mozart, Schubert, Beethoven, Mendelssohn, Schumann, Liszt, Dvořák, Bruckner, Mahler, Saint-Saëns und Tschaikowski.
Das Orchester spielte in der ersten Saison auch unter prominenten Gastdirigenten, zu denen die Komponisten Richard Strauss, Gustav Mahler, Ruggiero Leoncavallo und Mieczysław Karłowicz zählten. Strauss dirigierte am 5. Januar 1903 u. a. seine Sinfonische Dichtungen Don Juan sowie Tod und Verklärung. Mahler leitete am 2. und 4. April 1903 jeweils Aufführungen u. a. seiner 1. Sinfonie. Ruggero Leoncavallo dirigierte am 7. und 9. Mai 1903 u. a. Ausschnitte aus seinen Opern Pagliacci und I Medici. Maurice Ravel war ebenfalls Gast des Orchesters, das u. a. La Valse und Boléro aufführte. Das Orchester förderte auch ukrainische Komponisten, so spielte es 1903 bei einem Konzert mit der Sopranistin Salome Kruschelnytska, nach der später, im Jahr 2000, die Oper benannt werden sollte, Werke von Stanislaw Ljudkewytsch und Mykola Lyssenko. Nach einer Tournee durch die Städte Krakau, Łódź, Warschau und Vilnius löste sich das Orchester aufgrund von finanziellen Schwierigkeiten auf. In den folgenden Jahren bestritten vor allem Tourneeorchester das Konzertleben in Lemberg.

### Neuer Anfang
Unter dem Dirigenten Adam Sołtys wurde das Ensemble als Orchester der Philharmonie Lwiw neu begründet und weiter professionalisiert. Das erste Konzert fand am 20. November 1933 unter seiner Leitung statt. Er blieb in leitender Position bis 1938 und erweiterte vor allem das Repertoire mit Werken zeitgenössischer Komponisten. In sowjetischer Zeit konzertierte das reorganisierte Sinfonieorchester in der Regie des regionalen Radiokomitees erstmals wieder am 20. Dezember 1939. Erster Dirigent war Isaak Pain, auch Lyssenko betreute als Dirigent und Komponist das Orchester weiter, das während des Deutsch-Sowjetischen Kriegs unter der Besatzung der NS-Truppen nicht spielen konnte. Pain und Lyssenko betrieben 1944 den erneuten Wiederaufbau des Orchesters, das in seinen ersten Konzerten nach dem Krieg neben internationalem Repertoire erneut auch ukrainische Komponisten zur Aufführung brachte.
Die prägenden Chefdirigenten der Nachkriegszeit waren Jurij Luziw (1953–1957; 1987–1989) und Demjan Pelechatyj (1964–1987). 1989 bis 2005 wirkte Iwan Jusjuk in diesem Amt, auf ihn folgten Ajdar Torybajew (2006–2013), Ilya Stupel (2013–2016) und Taras Kryssa (seit 2016). Darüber hinaus ist seit 2018 der ukrainischstämmige US-Amerikaner Theodore Kuchar Erster Gastdirigent des Orchesters.

## Auszeichnung
2006 wurde das Orchester mit dem Titel Akademisch ausgezeichnet. 